# Songs from the Crypt
Songs from the Crypt is het eerste verzamelalbum van de Zweedse punkband Satanic Surfers. Het album werd uitgegeven via het Zweedse platenlabel Bad Taste Records op 1 september 1999 op cd en als cassette. Het album werd uitgegeven om het 10-jarige bestaan van de band te vieren. In 2001 werd het door hetzelfde label op cd heruitgegeven.
Songs from the Crypt bevat de nummers van de ep Skate to Hell (1993), alsook tien andere nummers uit de beginperiode van de band, waarvan enkelen niet eerder uitgegeven zijn.

## Nummers
1. "Egocentric" - 2:15
2. "Don't Know What to Do" - 2:26
3. "Nun" - 2:52
4. "Why?" - 2:02
5. "Kill My Girlfriend's Dad" - 1:47
6. "Dream About You" - 1:41
7. "Satanic Surfers" - 2:16
8. "Story of a Lazy Dreamer" - 2:29
9. "Waiting for Nothing" - 1:50
10. "How You Relate" - 2:39
11. "Hank" - 2:21
12. "Great Day for Skating" - 3:00
13. "Hard to Be Yourself" - 2:12
14. "Nice" - 1:28
15. "Retard" - 1:30

### Herkomst
Tracks 8, 12 en 14-15 zijn niet eerder uitgegeven.
- Tracks 1-5 komen van de ep Skate to Hell (1993).
- Track 6 komt van het compilatiealbum Hardcore for the Masses Vol. II: A Virtual Hardcore Reality (1994) van Burning Heart Records.
- Track 7 komt van het compilatiealbum This is Bad Taste: The Ultimate Punkparty (1996) van Bad Taste Records.
- Track 9 komt van het compilatiealbum Epitone (1994) van Brööl Records en Bad Taste Records.
- Track 10 komt van het compilatiealbum Really Fast Vol. 9 (1994) van Really Fast Records.
- Track 13 komt van de ep Keep Out! (1994).

## Band
- Tomek Sokołowski - basgitaar
- Rodrigo Alfaro - drums
- Fredrik Jakobsen - gitaar
- Erik Kronwall - zang